# Noordermerkkanaal
Het Noordermerkkanaal is een wetering ten behoeve van de afwatering van de polder Oosterwolde in de Gelderse gemeente Oldebroek.

## Beschrijving
Het Noordermerkkanaal loopt dwars door de polder Oosterwolde. Het kanaal staat haaks op de Grote Woldweg, die de plaatsen Noordeinde en Kerkdorp met elkaar verbindt. Het kanaal mondde vroeger uit in de voormalige Zuiderzee en thans in het Drontermeer bij de Bolsmerksluis. Toen in 1920 de capaciteit van het het Stoomgemaal Oosterwolde werd vergroot werd het kanaal verbreed. In 1990 werd het kanaal op diverse plaatsen verbreed en werd er een verbinding met de Geldersche Gracht gelegd om de waterkwaliteit te verbeteren. Even ten noorden van het kanaal ligt een oude eendenkooi. Het afpalingsrecht bedraagt een gebied van 1506 meter, gerekend vanuit het midden van de kooi en bestrijkt daarmee een groot deel van het gebied waar het Noordermerkkanaal door loopt. In het gebied waarop het afpalingsrecht van een eendenkooi ligt dient de rust gewaarborgd te worden. Binnen dit gebied mag niet gejaagd of geschoten worden.

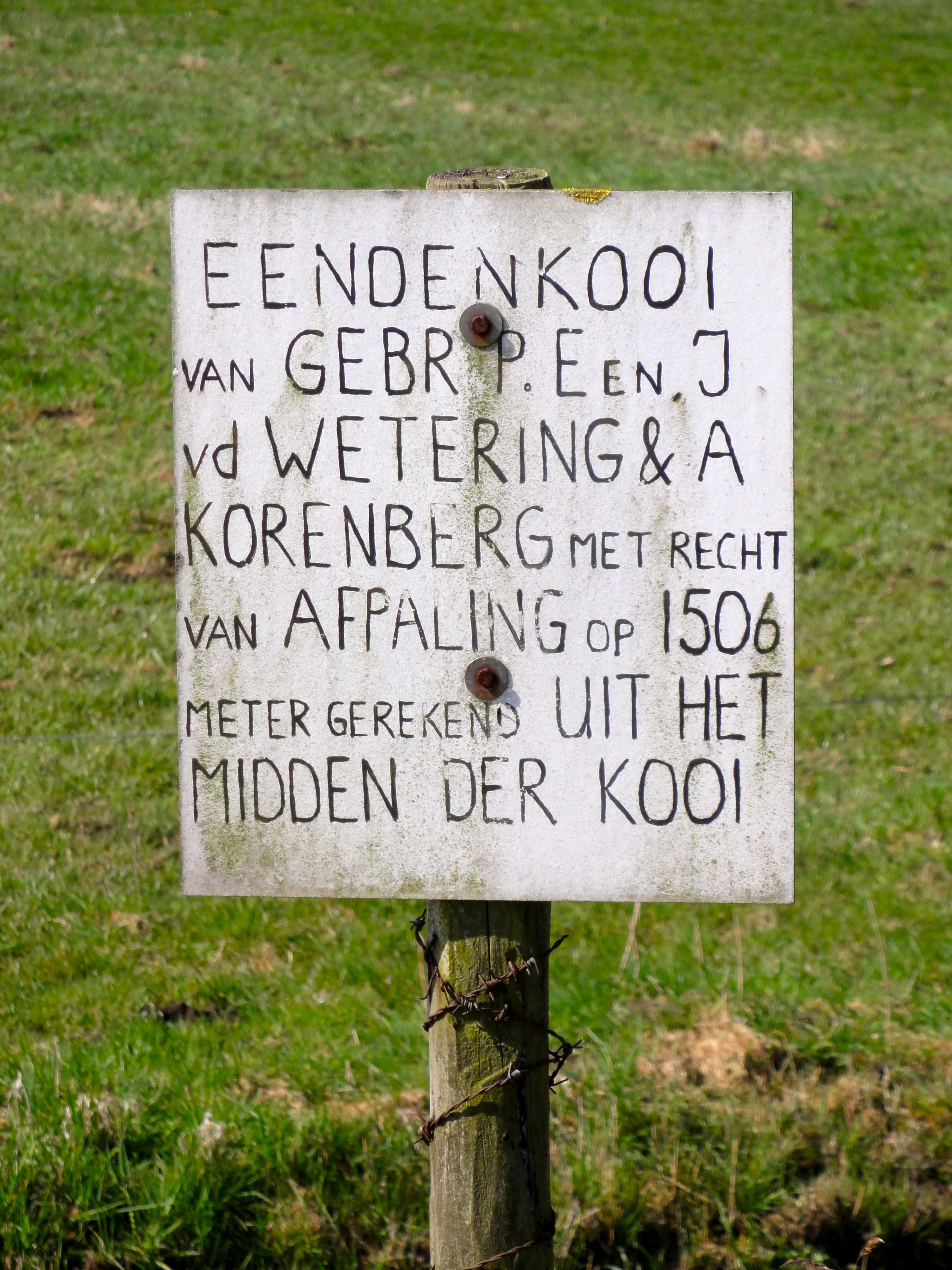
Bord bij de grens van het afpalingsgebied van de eendenkooi